# Splinternet

Schéma d'un split de réseau.

Splinternet (également appelé cyber-balkanisation ou balkanisation d'Internet) est une notion abstraite d'un éclatement, d'une fragmentation et d'une division d'Internet en raison de divers facteurs, tels que la technologie, le commerce, la politique, le nationalisme, la religion et les intérêts nationaux divergents. Elle se rapproche de la censure d'Internet et du choix de la gouvernance d'Internet. Ce néologisme est une contraction des mots « split » (séparer) et « internet ». 
Il est possible de citer comme exemples allant dans ce sens le gouvernement chinois qui érige le Grand Firewall de Chine pour des raisons politiques, la Russie qui promulgue une loi souveraine sur l'Internet (en) qui lui permet de se séparer du reste de l'Internet mondial,, ou encore les États-Unis et l'Australie qui discutent des projets de création d'un pare-feu pour bloquer la pédopornographie ou les instructions de fabrication d'armes.
Clyde Wayne Crews, chercheur au Cato Institute a utilisé le terme pour la première fois en 2001 pour décrire son concept « [d']Internets parallèles qui seraient gérés comme des univers distincts, privés et autonomes ». Crews a utilisé le terme dans un sens positif, mais des écrivains plus récents, comme Scott Malcomson (en), membre du programme de sécurité internationale de la New America (en), utilisent le terme de manière péjorative pour décrire une menace croissante pour le statut d'Internet en tant que réseau de réseaux couvrant le monde.